# Cátedra de Ciencias Políticas de la Universidad del País Vasco de 2001
La Cátedra de Ciencias Políticas de la Universidad del País Vasco de 2001 fue obtenida por la profesora de Ciencias Políticas en la Universidad del País Vasco (UPV/EHU) Edurne Uriarte. En febrero de 2002 Edurne Uriarte protagonizó un contencioso con Francisco Letamendia, también profesor de Ciencias Políticas en la UPV/EHU, que fue objeto de polémica cuando los medios de comunicación españoles se hicieron eco del mismo.

## Los hechos
Uriarte y Letamendia opositaron en el año 2001 para una cátedra de Ciencias Políticas en la UPV/EHU. Ambos profesores presentaban un perfil político opuesto. Uriarte era miembro fundadora del Foro de Ermua e integrante de ¡Basta Ya! y había sido poco antes objetivo de un atentado fallido de ETA en la propia Facultad de Ciencias Sociales de la universidad, mientras que Letamendia era un conocido independentista vasco que había militado en el pasado en Euskadiko Ezkerra y Herri Batasuna.
Letamendia no superó, por dos votos frente a tres, la primera votación en favor de Uriarte, que obtuvo en primera instancia la cátedra, por lo que presentó un recurso ante la Comisión de Reclamaciones de la UPV/EHU. La Comisión estimó la demanda y admitió que la candidatura de Uriarte estaba poco motivada (uno de los motivos que esgrimía Letamendia), revocando la decisión inicial y dejando la cátedra vacante. Fue entonces cuando el contencioso saltó a los medios de comunicación.

## Los partidarios de Uriarte
Algunos de estos medios presentaron la polémica como «un choque entre los espíritus de Ermua y de Lizarra» y como un ejemplo más del supuesto abuso en el País Vasco en donde la presión social del entorno abertzale y la coerción de ETA habría forzado una decisión injusta en detrimento de los intereses de una notable figura opuesta al terrorismo y al nacionalismo vasco, como «un tributo pagado al miedo».
Uno de los catedráticos que formaban parte de la Comisión Evaluadora afirmó que Uriarte había presentado un proyecto académico mucho más sólido que Letamendia, el cual tenía «un enfoque ideologizado y poco riguroso desde el punto de vista de la Ciencia Política».

## Los partidarios de Letamendia
Letamendia achacó la concesión de la plaza a Uriarte como un «complot del españolismo» y 130 profesores realizaron un comunicado en el que consideraban «correcto» que se retirara la cátedra a Edurne Uriarte a la vez que criticaron a los medios de comunicación por sus «fábulas mediáticas sobre una universidad supuestamente chantajeada desde el miedo». Además, sostenían que Letamendia tenía un currículum mucho más brillante que Uriarte y que incluso duplicaba su actividad investigadora.
Por otro lado 22 de los 30 centros de la UPV/EHU se manifestaron a favor de Letamendia y apoyaron expresamente a la Comisión de Reclamaciones.

## Resolución judicial
Finalmente los juzgados dieron la razón a Edurne Uriarte en junio de 2002 al considerar que la Comisión de Reclamaciones no tenía facultad para poner en tela de juicio los criterios de evaluación de la comisión evaluadora. Uriarte obtuvo así finalmente la cátedra.
El entonces Rector de la Universidad, Manuel Montero, compareció en el Senado para explicar esta polémica. Manifestó que «se produjeron determinadas reacciones por parte del profesor Letamendia que, en principio, cabe considerar rechazables y que yo personalmente repruebo por completo», pero también incidió en que la Comisión de Reclamaciones había actuado de forma independiente a estas presiones y que su decisión se había basado en criterios técnicos.